# César Charún
César Augusto Charún Pastor, né le 25 octobre 1970 à Lima au Pérou, est un footballeur international péruvien qui évoluait au poste de défenseur.

## Biographie

### Carrière en club
César Charún a joué dans pas moins de 18 clubs.  En 1re división péruvienne, il a défendu les maillots du Coronel Bolognesi (1987-1988), Deportivo AELU (1989), San Agustín (1990-1991), Universitario de Deportes (1992-1993 et 1997) – champion du Pérou deux fois d'affilée en 1992 et 1993 – Deportivo Municipal (1994 et 1996), Deportivo Sipesa (1995), Sporting Cristal (1999-2000), Estudiantes de Medicina (2001), Cienciano del Cusco (2002), FBC Melgar (2003-2004) et Unión Huaral (2006). 
En 2e división péruvienne, il a évolué à l'UTC (2007-2008), Hijos de Acosvinchos (2009), Atlético Minero (2010) et Atlético Torino (2011), dernier club où il met fin à sa carrière.
En dehors du Pérou, il compte trois expériences à l'étranger : au Paniliakos FC en Grèce (1998-1999), Municipal Limeño (2000) et CD Chalatenango (2005), tous deux au Salvador.
Au niveau des compétitions internationales en club, il dispute trois éditions de la Copa Libertadores en 1993 avec l'Universitario (sept matchs), 2000 avec le Sporting Cristal (trois matchs) et 2002 avec le Cienciano del Cusco (sept matchs). 

### Carrière en équipe nationale
International péruvien, César Charún reçoit 12 sélections (aucun but), toutes en 1993. Il joue notamment la Copa América 1993 organisée en Équateur.

## Palmarès(joueur)
Universitario de Deportes
- Championnat du Pérou (2) :
  - Champion : 1992 et 1993.